# London City Lionesses
A London City Lionesses labdarúgó csapatát 2019-ben a Millwall Lionesses jogutódjaként hozták létre. Az angol női másodosztályú bajnokság, a Championship tagja.

## Klubtörténet
2019. május 13-án a Millwall FC bejelentette, hogy női szakosztálya kivált a klubból és független csapatként, a Millwall Lionesses teljeskörű jogutódjaként folytatta működését London City Lionesses néven. A klub székhelye Dartfordban található.
A klub működését 2019-től Anthony Culligan vállalkozó és felesége finanszírozta. Diane Culligan elnökletével a 2022–23-as másodosztályú szezon egyik esélyesévé nőtték ki magukat, azonban az idény közepére vezetőedző váltás miatt kissé megtorpant az együttes és végül a 3. helyen végeztek. 
A pénzügyi helyzet 2023 júniusára megingott és decemberre Culligan eladta a klubot Michele Kang üzletasszonynak, aki a londoni befektetése mellett a Washington Spirit és az Olympique Lyon női csapatának is többségi tulajdonosa, valamint a Baltimore Orioles tulajdonosi csoportjának tagja.
2024. június 27-én Kang bejelentette Kosovare Asllani érkezését, míg a csapat irányítását Jocelyn Prêcheur kezébe adta.
Az együttes a dartfordi Princes Parkból a bromley-i Hayes Lane-be költözött a Bromley FC-vel kötött megállapodás értelmében.

## Játékoskeret
2025. február 6-tól
| #  |     | Poszt | Név                                        |
| -- | --- | ----- | ------------------------------------------ |
| 12 | ENG | K     | Hermione Cull                              |
| 28 | ENG | K     | Sophie Hillyerd                            |
| 32 | ENG | K     | Emily Orman                                |
| 35 | ENG | K     | Sophia Poor (kölcsönben az Aston Villától) |
| 2  | NZL | V     | Grace Neville                              |
| 3  | SCO | V     | Emma Mukandi                               |
| 4  | ENG | V     | Georgia Brougham                           |
| 5  | ENG | V     | Teyah Goldie (kölcsönben az Arsenaltól)    |
| 6  | IRL | V     | Megan Campbell                             |
| 20 | ENG | V     | Maddi Wilde                                |
| 22 | ENG | V     | Cerys Brown                                |
| 24 | ENG | V     | Freya Godfrey (kölcsönben az Arsenaltól)   |
| 27 | USA | V     | Corrine Henson                             |
| 7  | CHN | KP    | Shen Mengyu                                |

| #  |     | Poszt | Név                    |
| -- | --- | ----- | ---------------------- |
| 8  | JPN | KP    | Kumagai Szaki          |
| 10 | ENG | KP    | Gesa Marashi           |
| 13 | CMR | KP    | Charlène Meyong        |
| 14 | ESP | KP    | María Pérez            |
| 15 | SWE | KP    | Sofia Jakobsson        |
| 16 | SWE | KP    | Julia Roddar           |
| 17 | ENG | KP    | Lucy Fitzgerald        |
| 25 | NGA | KP    | Rofiat Imuran          |
| 9  | SWE | CS    | Kosovare Asllani       |
| 11 | SRB | CS    | Miljana Ivanović       |
| 18 | ENG | CS    | Danielle Carter        |
| 19 | FIN | CS    | Lotta Lindström        |
| 23 | ENG | CS    | Isobel Goodwin         |
| 33 | GHA | CS    | Chantelle Boye-Hlorkah |

### Kölcsönben
| #  |     | Poszt | Név                                                |
| -- | --- | ----- | -------------------------------------------------- |
| 8  | ENG | KP    | Connie Scofield (kölcsönben a Sheffield Unitednél) |
| 21 | ENG | CS    | Amelia Ajao (kölcsönben a AFC Wimbledonnál)        |

## Korábbi híres játékosok
| - Lily Agg - Harley Bennett - Millie Farrow - Charlotte Fleming - Amber Gaylor - Charlotte Gurr - Ellie Mason - Melis Mehmet - Karin Muya - Brooke Nunn - Atlanta Primus - Lilly Pursey - Amy Rodgers - Annie Rossiter | - Mollie Rouse - Hannah Short - Lucy Shepherd - Hope Smith - Anna Pedersen - Poppy Wilson - Shae Yanez - Vanessa Susanna - Kenni Thompson - Juliette Kemppi - Kyra Carusa - Niamh Farrelly - Rianna Jarrett - Ruesha Littlejohn | - Grace Moloney - Alli Murphy - Hayley Nolan - Alli Palisch - Vyan Sampson - Paige Culver - Elizabeta Ejupi - Wiktoria Fronc - Sarah Ewens - Carly Girasoli - Jamie-Lee Napier - Sonia O'Neill |